# Franse parlementsverkiezingen 2012
De Franse parlementsverkiezingen van 2012 vonden op 10 en 17 juni 2012 plaats. De kiesgerechtigde bevolking koos de 14de Nationale Vergadering (de Assemblée Nationale) van de Vijfde Franse Republiek. De Parti Socialiste (PS) haalde beide dagen de meerderheid. Dat betekende dat de PS de vier verkiezingsronden in 2012, met de twee ronden van de presidentsverkiezingen meegerekend, had gewonnen. Het was voor het eerst sinds 1981 dat de PS een dergelijk succes behaalde.
De parlementsverkiezingen gingen, net zoals de presidentsverkiezingen, in twee ronden. In ieder stemdistrict worden in de eerste ronde de twee kandidaten gekozen tussen wie het in de tweede ronde gaat. De nieuwe Assemblée Nationale bestaat uit de in de stemdistricten gekozen kandidaten. 
De verkiezingen werden gezien als een test voor de in mei 2012 gekozen president François Hollande. In de eerste ronde kreeg zijn partij, de Parti Socialiste de meeste stemmen. Ook in de tweede ronde kreeg de PS de meeste stemmen en behaalde de "Presidentiële meerderheidscoalitie" een absolute meerderheid van 331 zetels. Alle ministers in het kabinet van premier Jean-Marc Ayrault wonnen in hun eigen stemdistrict. Daardoor kan Ayrault zijn kabinet voortzetten en kan het beleid van Hollande op een meerderheid rekenen in zowel de Assemblée als de Sénat.
Vier bekende kandidaten, die in de tweede ronde uitvielen waren Claude Guéant, de vorige minister van Binnenlandse Zaken, Michèle Alliot-Marie, voormalig minister van Buitenlandse Zaken, François Bayrou, wiens MoDem tijdens deze verkiezingen een enorm verlies leed, en Ségolène Royal.
Voorafgaand aan de parlementsverkiezingen was er onenigheid over de kandidatuur in het 1e stemdistrict van Charente-Maritime. Hoewel Ségolène Royal door de Parti Socialiste naar voren was geschoven als de socialistische kandidaat hield een andere kandidaat van linkse signatuur, Olivier Falorni, gesteund door de vriendin van François Hollande, voet bij stuk omdat hij in de voorspellingen voor stond. In de tweede ronde won Falorni het van Royal.

## Uitslag

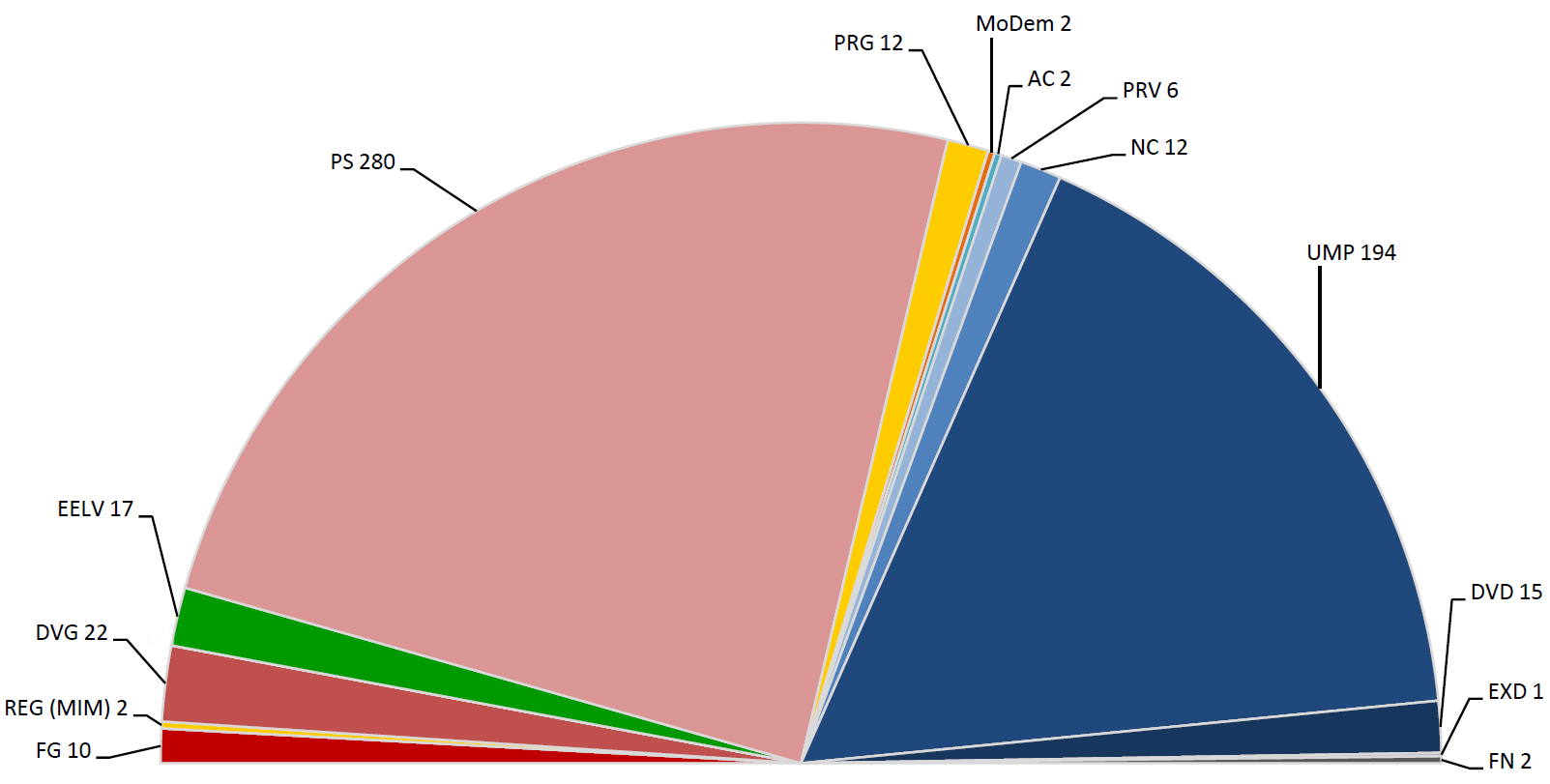
Verdeling in de Franse Nationale Vergadering

| Partijen en coalities                       | Partijen en coalities                       | Afkorting | Stemmen Eerste ronde | % Eerste ronde | Zetels Eerste ronde | Stemmen Tweede ronde | % Tweede ronde | Zetels Totaal |
| ------------------------------------------- | ------------------------------------------- | --------- | -------------------- | -------------- | ------------------- | -------------------- | -------------- | ------------- |
|                                             | Parti Socialiste                            | PS        | 7.617.996            | 29,35%         | 22                  | 9.420.426            | 40,91%         | 280           |
|                                             | Europe Écologie Les Verts                   | EELV      | 1.418.141            | 5,46%          | 1                   | 828.916              | 3,60%          | 17            |
|                                             | Divers Gauche                               | DVG       | 881.339              | 3,40%          | 1                   | 709.409              | 3,08%          | 22            |
|                                             | Parti Radical de Gauche                     | PRG       | 429.059              | 1,65%          | 1                   | 538.324              | 2,34%          | 12            |
| Totaal "Presidentiële Meerderheidscoalitie" | Totaal "Presidentiële Meerderheidscoalitie" |           | 10.343.535           | 39,86%         | 25                  | 11.497.075           | 49,93%         | 331           |
|                                             | Union pour un Mouvement Populaire           | UMP       | 7.037.471            | 27,12%         | 9                   | 8.740.625            | 37,95%         | 194           |
|                                             | Divers Droite                               | DVD       | 910.392              | 3,51%          | 1                   | 418.135              | 1,82%          | 15            |
|                                             | Nouveau Centre                              | NCE       | 569.890              | 2,20%          | 1                   | 568.288              | 2,47%          | 12            |
|                                             | Parti Radical                               | PRV       | 312.581              | 1,24%          | -                   | 311 211              | 1,35%          | 6             |
|                                             | Alliance Centriste                          | ALLI      | 156.026              | 0,60%          | -                   | 123.352              | 0,54%          | 2             |
| Totaal "Parlementair Rechts"                | Totaal "Parlementair Rechts"                |           | 8.994.833            | 34,67%         | 11                  | 10.161.611           | 44,13%         | 229           |
|                                             | Front National                              | FN        | 3.528.373            | 13,60%         | -                   | 842.684              | 3,66%          | 2             |
|                                             | Front de Gauche                             | FG        | 1.792.923            | 6,91%          | -                   | 249.525              | 1,08%          | 10            |
|                                             | Centre pour la France                       | CEN       | 458.046              | 1,76%          | -                   | 113.196              | 0,49%          | 2             |
|                                             | Overig uiterst links                        | EXG       | 253.580              | 0,98%          | -                   | -                    | -              | -             |
|                                             | Andere Ecologische partijen                 | ECO       | 249.205              | 0,96%          | -                   | -                    | -              | -             |
|                                             | Regionale partijen                          | REG       | 145.825              | 0,56%          | -                   | 135.354              | 0,59%          | 2             |
|                                             | Overigen                                    | AUT       | 133.729              | 0,52%          | -                   | -                    | -              | -             |
|                                             | Overig uiterst rechts                       | EXD       | 49.501               | 0,19%          | -                   | 29.738               | 0,13%          | 1             |
| Totaal                                      | Totaal                                      |           | 25.952.550           | 100            | 36                  | 23.029.183           | 100            | 577           |